# Acmopolynema commune
Acmopolynema commune är en stekelart som beskrevs av Fidalgo 1989. Acmopolynema commune ingår i släktet Acmopolynema och familjen dvärgsteklar. Inga underarter finns listade i Catalogue of Life.